# ميغان وايت
ميغان وايت (30 يوليو 1980 - ) (بالإنجليزية: Megan White)‏ هي لاعبة كريكت أسترالية. شاركت مع منتخب أستراليا الوطني للكريكت.

## وصلات خارجية
- ميغان وايت على موقع إي آس بي آن كريك إنفو (الإنجليزية)